# KDDI茨城衛星通信センター

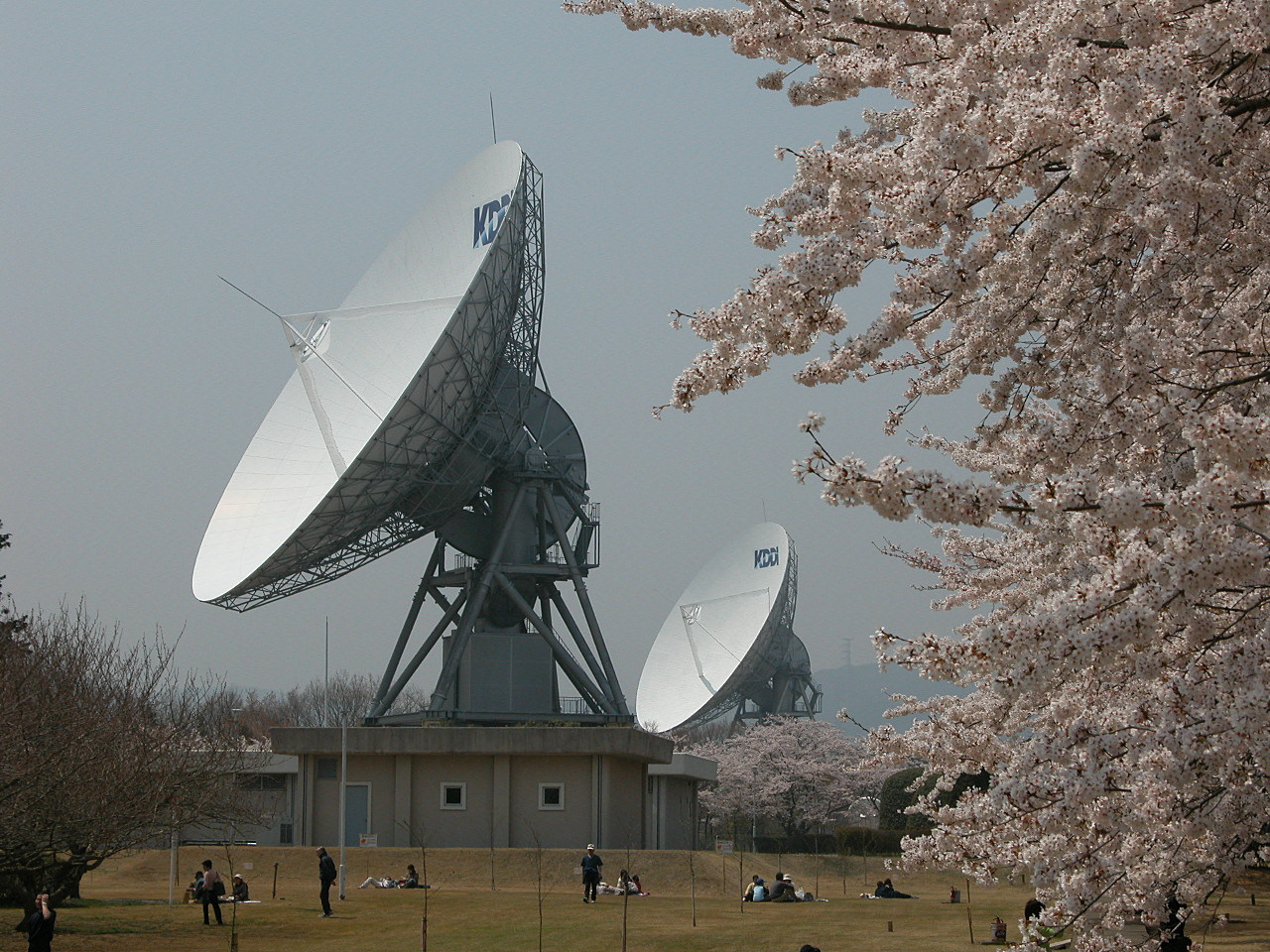
KDDI茨城衛星通信センター 32mパラボラアンテナ（2005年4月）

KDDI茨城衛星通信センター（ケイディディアイ いばらきえいせいつうしんセンター）は、茨城県にあるKDDIがかつて運用していた衛星通信施設である。1968年に日本で最初の衛星通信施設として国際電信電話（KDD）によって茨城県多賀郡十王町（当時）開設され、ケネディ暗殺事件を伝えた初の日米テレビ中継をはじめ国際衛星通信の地上中継局として使用された。KDDIの通信局としての機能は2007年3月に山口衛星通信センターに統合され、その役割を終えた。
敷地は高萩市と日立市にまたがっており、跡地は両市に無償譲渡、高萩市衛星通信記念公園として整備され、公募によりさくら宇宙公園の愛称が付けられた。春には300本の桜が咲き、花見の名所として行楽客が訪れている。
センター閉局時に稼働していた2基の32mアンテナは国立天文台に譲渡・改造され、2025年現在でも国立天文台水沢局VLBI観測所茨城観測局の電波望遠鏡（高萩局・日立局）として、茨城大学を中心に天文観測のために運用されている。

## 歴史
時刻は日本時間。

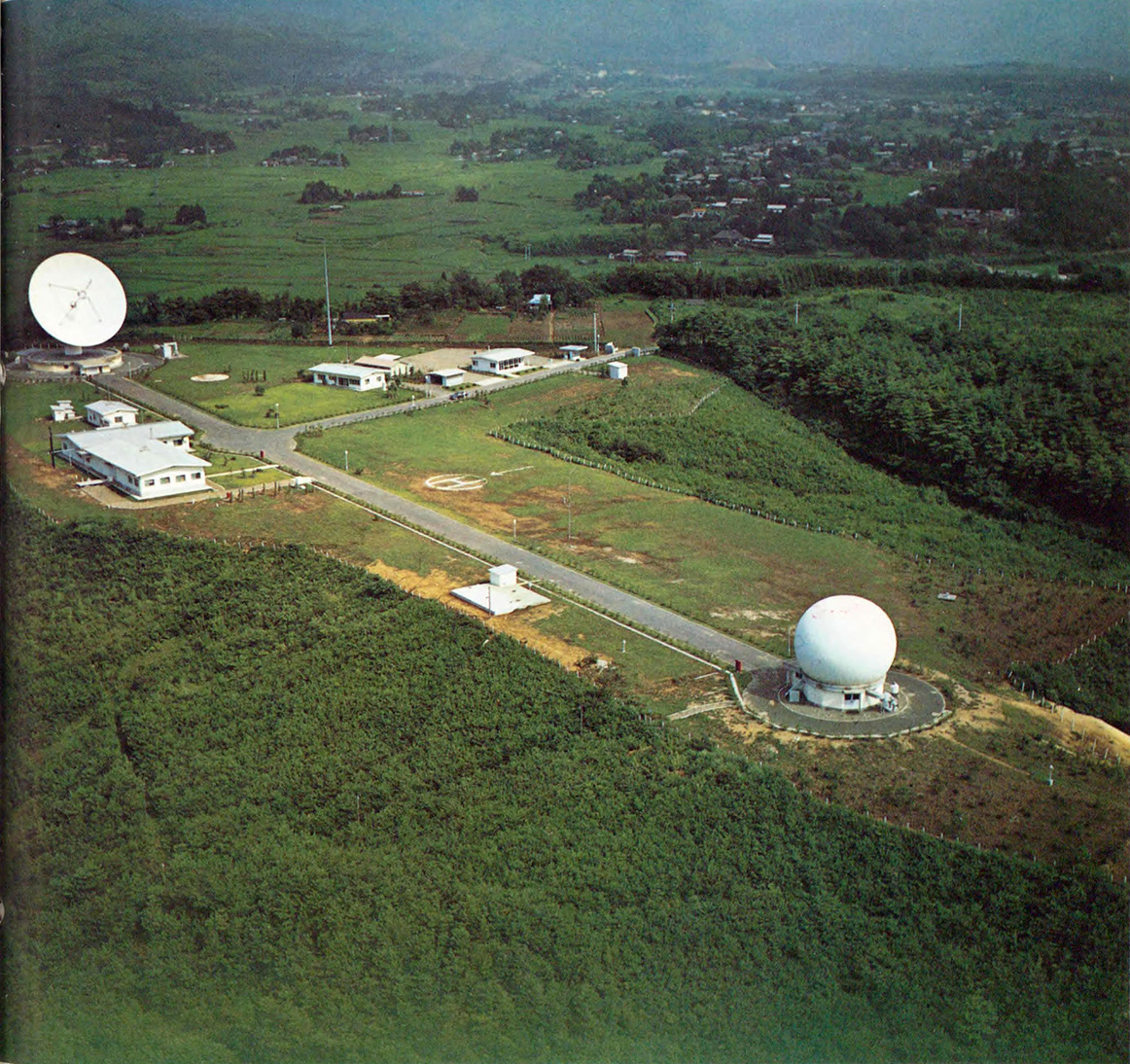
開所から間もないKDD茨城衛星通信所。左のパラボラアンテナが通信用アンテナ、右のレドーム内に衛星追尾装置（1966年）

- 1961年（昭和36年）、国際電信電話（KDD）で衛星中継通信の本格的な検討が始まる[6]。
- 1962年（昭和37年）
  - 7月、複数の地上局建設候補地での既存電波との混信試験などを経て、候補地を現在の高萩地区1か所に絞り、用地折衝開始[6]。
  - 11月、KDDがNASAの主宰する地上局委員会に入る[6]。
  - 12月、土地の貸付が決定する[6]。
- 1963年（昭和38年）
  - 6月19日、追尾装置（パラボラ、反射鏡直径6m、レドーム直径11m）が完成[6]。
  - 6月22日、追尾装置の試験用実験局としての免許が下りる[6]。
  - 7月7日、テルスター2号の追尾に成功。10,500km離れたメイン州アンドーバー局からの信号が入感した[6]。
  - 10月31日、通信用アンテナ（カセグレン、主反射鏡直径20m[注釈 1]、レドーム直径30m[7]）の総合テスト開始[6]。
  - 11月15日、実験所が完成。宇宙通信実験局および中継用実験局としての免許が下りる。リレー1号追尾実験に成功[6]。
  - 11月20日、開所式を挙行。衛星通信の実用化へ向けた実験施設「茨城宇宙通信実験所」として開所した[8][9][10]。
  - 11月23日
    - 5:27 - 5:48、公開テレビ中継実験の第1回としてNASAと郵政省の間で計画され、カリフォルニア州モハービー地上局から送信されたテレビ信号を、アメリカ航空宇宙局 (NASA) の通信衛星リレー1号[注釈 2]で中継して、本通信所で受信し、NHK中継車4台で筑波山山頂まで、NTTマイクロ波回線によって東京赤坂のTRC（電電テレビ中継センター）まで伝送され、日本全国にテレビ中継された[6][11][12]。日米間の初めてのテレビ放送の衛星中継実験であり、予定ではこれによって事前録画したジョン・F・ケネディ大統領から日本国民へのメッセージ映像が放送されるはずだったが、当日の実験開始2時間前にジョン・F・ケネディ大統領暗殺事件が発生し、予定を変更してその事件のニュースが伝えられた[13]。
    - 8:58 - 9:15、第2回の実験も成功し[14]、事件を受けたアメリカ国内の様子がニューヨークから中継された[13]。
    - この日の通信成功を受けて「日本の衛星通信発祥の地」と称される[注釈 3]。

  - 11月26日、第3回・第4回の実験を実施。ともにケネディ大統領の葬儀の様子が伝えられた[11]。
- 1964年（昭和39年）1月20日、強風により通信用アンテナのレドームが損傷し、除去[7]。その後レドームは再設置されないこととなった[15]。
- 1965年（昭和40年）
  - 3月25日 21:32 - 21:40、リレー2号でテレビ映像を日本から送信し、アメリカでの受信に成功[16][17][13]。
  - 3月27日 22:18 - 22:28、リレー2号でテレビ映像の日米間の送受信に成功した[16][17]。5分ずつ相互に送信した[11]。
  - 4月17日 6:11、テルスター2号によりフランスプルミエール・ボドウ局へのテレビ伝送に成功[16]。欧州16か国に生中継、8か国に録画放送される[17]。
  - 5月27日 6:06、リレー2号を使用してカラー映像のループ伝送実験を実施。黄色がやや変色した以外は元の映像と同程度の鮮明さだった[17]。
  - 11月5日、商用通信を見据えて茨城衛星通信所と改称[18]。
- 1966年（昭和41年）
  - 12月27日、臨時衛星通信建設部から体制変更され、独立した通信所となる[19]。
  - 12月28日、日米間の国際テレビジョン伝送業務の取扱い認可および取扱い開始[19]。
- 1967年（昭和42年）
  - 1月27日、テレビ及び電話の商用通信開始[20]。
  - 6月20日、24時間運用となる[19]。
- 1968年（昭和43年）
  - 2月、第2施設（27.5mアンテナ）を新設[19]。
  - 3月26日、国際テレビジョン中継用端末設備を第1施設（既設の通信アンテナ）から第2施設に移設[19]。
  - 3月27日、第2施設によるインテルサットII系衛星を使った商用通信開始[21]。第1施設は休止され予備施設となり[19]、10月のメキシコシティーオリンピック時にはその中継用に整備され期間中32回の中継に使用された[21]。
- 1969年（昭和44年）5月、山口衛星通信所が開所。インド洋上の静止衛星を介してヨーロッパ・アフリカ・西アジア向けの衛星通信を可能になり[注釈 4]、共に日本の国際衛星通信の基幹を担った。
- 1971年（昭和46年）12月10日、第3施設（直径29.6m）[22]を新設し運用開始、第2施設を運用休止[23]。
- 1980年（昭和55年）11月20日、第1アンテナ撤去[23]。
- 1982年（昭和57年）2月1日、海事衛星通信、マリサット・システムから移行し、茨城・山口通信所内に設置した海岸地球局でインマルサットシステムの運用を開始[23]。
- 1984年（昭和59年）1月31日、インテルサットⅤ系に対応する第4施設（直径32m）[24]が運用開始[25]。
- 1992年（平成4年）10月31日、第5地球局設備（直径32m）が運用開始[26]。
- 2002年（平成14年）8月、茨城衛星通信センターと改称。しかし現地や建物の表記は「KDDI茨城衛星通信所」のままであった。小規模な展示施設「衛星通信館」は日中に随時見学が可能で、敷地内は300本のソメイヨシノが植樹されて花見の来訪客も多かった。
- 2007年（平成19年）3月16日、茨城衛星通信センター閉所。大容量光ファイバー海底ケーブルの普及につれて衛星通信は海底線の補完が主務となると、茨城では受信可能範囲が太平洋に限定されることもあり、KDDIは衛星通信所の機能を山口衛星通信センターへ集約した[1]。
- 2009年（平成21年）11月23日、「初の太平洋横断衛星テレビジョン伝送」 (First Transpacific Reception of a Television (TV) Signal via Satellite, 1963) に関してIEEEマイルストーンに認定された[27]。

## ビッグ・ディッシュ・プロジェクト
センター閉所前後に日本アマチュア無線連盟が、運用を終了した第4アンテナ（32mカセグレンアンテナ）1基を借り上げ、月面反射通信する「ビッグ・ディッシュ・プロジェクト（Project BIG−DISH）」を催した。
- 2007年（平成19年）
  - 2月23日、アマチュア無線局に改造された第4アンテナが試験に合格し、本免許が交付される。この日は世界13局と交信した[28]。
  - 3月3日、ビッグ・ディッシュ・プロジェクトの公開実験を実施し、小中学生やアマチュア無線家が参加した[28]。
  - 3月25日 14:06、第4アンテナによる月面反射通信の運用終了（移動する局は3月31日まで運用）[28]。